# Operació Arpó
L'Operació Arpó (anglès: Operation Harpoon) o Batalla de Pantelleria (en italià: Battaglia di Mezzo Giugno [Batalla de mitjans de juny]) va ser un dels dos combois aliats simultanis enviats per proveir Malta al mar Mediterrani central dominat per l'Eix a mitjans de juny de 1942, durant la Segona Guerra Mundial. L'operació Vigorós era un comboi en direcció oest des d'Alexandria i l'operació Arpó era una operació de combois en direcció est des de Gibraltar. Dos dels sis vaixells del comboi Arpó van completar el viatge, a costa de diversos vaixells de guerra aliats. El comboi Vigorós va ser rebutjat per la flota italiana després de ser molt danyat pels avions de l'Eix.
Les notícies de les dues operacions havien estat revelades sense voler a l'Eix per l'agregat militar nord-americà a Egipte, el coronel Bonner Fellers, que havia estat enviant informes militars detallats sobre les activitats britàniques a Washington. El codi nord-americà va ser revelat posteriorment per les interceptacions d'Ultra que havia estat trencat per la intel·ligència militar italiana (Servizio Informazioni Militare).

## Fons

### Malta

#### Setge, 1942
El 1942, el bombardeig de l'Eix a Malta va destrossar els molls, vaixells, avions i aeròdroms a finals d'abril de 1942. El bombardeig de l'Eix es va canviar a objectius previs a la invasió: campaments, casernes, magatzems i cruïlles de carreteres. Després del 18 d'abril, els bombardejos alemanys es van aturar de sobte i els bombarders italians van prendre el control, bombardejant regularment amb petites formacions d'avions. Durant el mes, els avions de l'Axis van fer més de 9.500 sortides contra 388 de la Royal Air Force (RAF), totes menys 30 de les quals eren sortides de caces. Els britànics van perdre 50 avions, 20 abatuts en combat contra 37 pèrdues de l'Eix incorregudes durant el llançament de 6.700 tones llargues (6.808 t) de bombes, tres vegades la xifra de març, 3.000 tones llargues (3.048 t) als molls, 2.600 tones llargues (2.642 t) als aeròdroms. El bombardeig va enderrocar o danyar 11.450 edificis, 300 civils van morir i 350 van resultar greument ferits. Hi havia bons refugis, però algunes de les víctimes van ser causades per bombes d'acció retardada.
Com que Malta es quedava sense subministraments, el comboi MW10 va sortir d'Alexandria el 21 de març. El comboi va ser objecte d'un atac a mitges per part de la flota italiana; els italians van interceptar el comboi i van infligir molts danys a diverses escortes a la Segona Batalla de Sirte, però la força britànica més feble va defensar l'esquadró italià. L'atac al comboi va fer que el comboi arribés a Malta al matí i no a la nit com s'esperava, deixant els vaixells mercants exposats a l'atac aeri de l'Eix. En les 48 hores següents, tots els vaixells mercants van ser enfonsats a Malta o destruïts dins del port; amb prou feines es van descarregar 5.000 tones llargues (5.100 t) de subministraments.
Les racions de carn, greixos i sucre es van reduir encara més i el 5 de maig, la ració de pa es va reduir a 298 g per dia, suficient per durar fins a finals de juliol; les racions de pasta ja s'havien aturat i hi havia hagut una mala collita de patata d'hivern. Tres destructors, tres submarins, tres dragamines, cinc remolcadors, un transportador d'aigua i una grua flotant van ser enfonsats al port i més vaixells danyats. L'illa va continuar funcionant com a punt de partida, però la campanya de bombardeig de l'Eix va neutralitzar Malta com a base ofensiva. Dos vaixells de la 10a Flotilla Submarina havien estat enfonsats, dos van resultar danyats al port i el 26 d'abril la flotilla va ser ordenada fora a causa de l'explotació de petites embarcacions ràpides, que eren indetectables pel radar i inaudibles durant el bombardeig; els dragamines supervivents estaven massa reduïts en nombre per netejar les aproximacions. Van quedar tres avions de reconeixement i només es van fer 22 sortides de bombarders, amb onze més per avions de la Fleet Air Arm (FAA) durant el mes. A principis de juny, només quedaven dos Fairey Albacores i dos Fairey Swordfish.

#### Operacions ofensives
A partir de desembre de 1941, el bombardeig de la Luftwaffe va neutralitzar Malta, els desxifrats de missatges xifrats de C 38m italians van mostrar més navegacions i menys pèrdues i el 23 de febrer de 1942, un comboi italià, liderat pel cuirassat Duilio, va arribar a Trípoli. A finals de febrer, 11 vaixells havien creuat sense escorta i un apagament provocat per un canvi a la màquina C 38m, a principis de març, va fer poca diferència per als britànics per manca de mitjans. Després que els britànics van tornar a entrar en C 38m, al maig s'havien fet 26 viatges de subministrament de l'Eix, només nou van ser detectats pel reconeixement aeri. El 14 d'abril, cinc avions de Malta van ser abatuts i el submarí HMS Upholder es va perdre. El 10 de març, el creuer HMS Naiad va ser enfonsat per un submarí i el 10 de maig, tres dels quatre destructors van ser enfonsats per la Luftwaffe . Al febrer i març, les pèrdues de l'Eix van ser del 9 per cent dels subministraments enviats, a l'abril menys de l'un per cent i les pèrdues de maig del 7 per cent
L'Eix va poder reforçar el nord d'Àfrica prou perquè el general Erwin Rommel intentés atacar abans que els britànics. A finals d'abril, els caps d'estat major britànics van dictaminar que no hi hauria comboi a Malta al maig, perquè es podia esperar que la flota italiana navegués i el comboi necessitaria cobertura de cuirassats i portaavions, que no estava disponible. Una operació per fer volar Spitfires a Malta va tenir èxit i la munició antiaèria s'havia de subministrar mitjançant un minador ràpid, amb la qual Malta ha de resistir fins a mitjans de juny, quan s'hauria d'haver aclarit la situació al  desert occidental. Si Martuba o Bengasi a Cirenaica haguessin estat capturats pel Vuitè Exèrcit, un comboi cap a l'oest des d'Alexandria podria sobreviure sense cobertura de cuirassats i portaavions. També se sabria si els avions de la Luftwaffe s'havien desviat cap al front rus i si la crisi a l'oceà Índic s'havia reduït, suficient perquè els vaixells escortessin un comboi ràpid des d'Alexandria.

#### Unternehmen Herkules

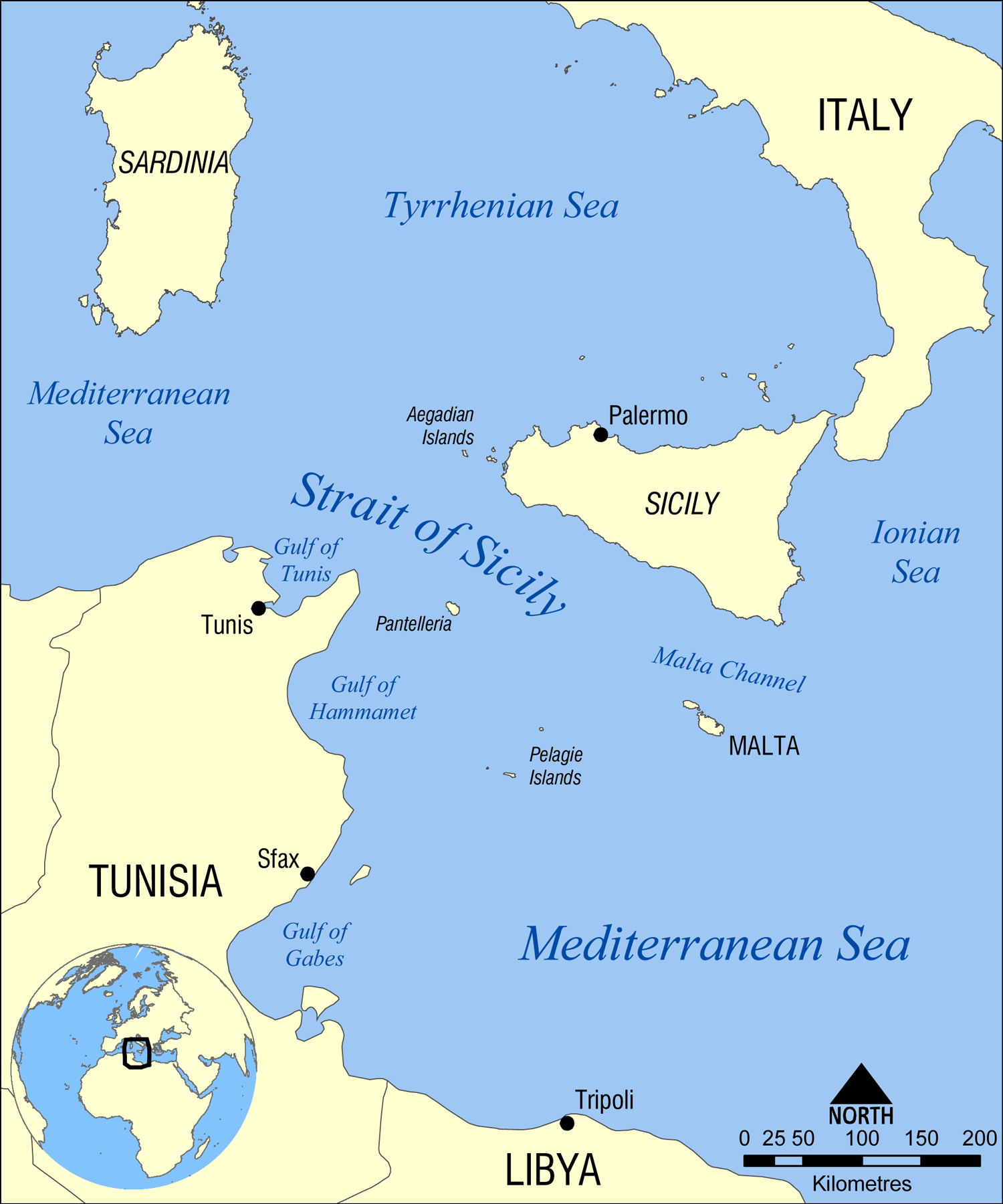
Mapa de la Mediterrània central

L'operació Hèrcules (italià: Operazione C3) va ser un pla de l'Eix per envair Malta i durant el 1942, el reforç de la Luftwaffe a Sicília i la campanya de bombardeig contra l'illa van fer especular que era el preludi de la invasió. Les informacions recollides de presoners de guerra i de fonts diplomàtiques van provocar una certa aprehensió sobre el significat dels moviments de tropes al sud d'Itàlia. L'absència d'evidència de la intel·ligència de senyals i el reconeixement aeri va portar a la conclusió que una invasió no era imminent, però la necessitat de protegir la font d'informació va significar que això no fos revelat pels britànics. Els preparatius que s'estaven fent es van revelar el 7 de febrer mitjançant el desxifrat dels missatges enviats per Enigma per part de la Luftwaffe, però el 23 de març l'ensurt de la invasió s'havia apagat i s'esperaven més bombardeigs. El 31 de març, el progrés de la campanya de bombardeig de l'Eix va portar a predir que l'intent es faria a l'abril, però aviat es va descartar.
Tot i que el bombardeig va augmentar de 750 tones llargues (762 t) al febrer, a 2.000 tones llargues (2.032 t) al març i 5.500 tones llargues (5.588 t) a l'abril, Enigma descodificava que encara hi havia 425 avions de la Luftwaffe a Sicília, no els avions 650 originalment destinats, perquè els avions van ser detinguts a Rússia per l'ofensiva d'hivern soviètica. El 26 d'abril, Enigma va revelar que el Fliegerkorps II estava sent retirat. El 2 de maig, un grup de bombarders de la Luftwaffe i un grup de caces s'havien retirat amb més per seguir, la qual cosa explicava la calma. Hitler es va mostrar tebi sobre l'operació, en cas que la marina italiana abandonés els Fallschirmjäger (tropes de paracaigudes i planadors), però la captura de Tobruk per l'Eix a mitjans de juny va fer semblar que una invasió era redundant. Hitler i Mussolini van acordar que el Panzerarmee Afrika perseguís els britànics a Egipte durant la resta de juny i fins al juliol, la qual cosa significava cancel·lar Hèrcules.

### Campanya del desert occidental

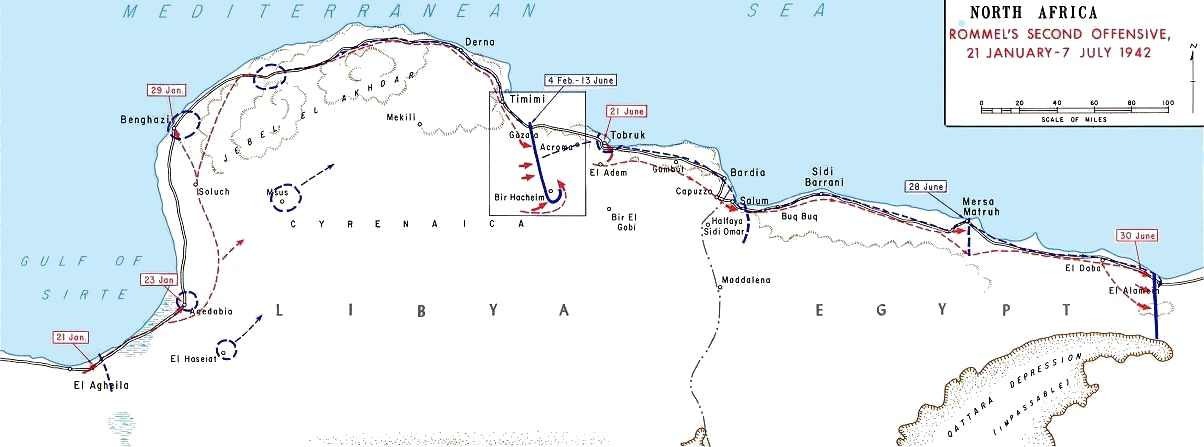
Curs de la guerra del desert, que mostra la pèrdua britànica dels aeròdroms libis i egipcis després de la batalla de Gazala

Després de l'èxit de l'operació Croat (18 de novembre - 30 de desembre de 1941), el Vuitè Exèrcit va avançar 800 km (500 milles) cap a l'oest fins a El Agheila a Líbia, capturant aeròdroms i zones d'aterratge per proporcionar cobertura aèria als combois de Malta. Els britànics van valorar malament la velocitat del reforç de l'Eix i esperaven atacar molt abans que l'Eix, però Panzerarmee Afrika va anticipar-se al Vuitè Exèrcit iniciant una ofensiva el 21 de gener de 1942. El 6 de febrer, els britànics havien estat derrotats, obligats a retirar-se a l'est del Jàbal al-Akhdar. tornar a la línia de Gazala just a l'oest de Tobruk, on el Panzerarmee havia començat la seva retirada set setmanes abans. A la batalla de Gazala (26 de maig - 21 de juny),el Panzerarmee Afrika va tornar a atacar primer però va semblar a prop de la derrota fins a l'11 de juny. L'operació aliada Julius va començar el mateix dia que l'Afrika Korps va esclatar i el 14 de juny va obligar els britànics a retirar-se cap a Tobruk. Les forces de l'Eix van perseguir els britànics a Egipte i la Força Aèria del Desert va perdre els camps d'aterratge libis des dels quals cobrir els combois de Malta.

## Preludi

### Operació Julius
| Tipus                | Malta    | Egipte       |
| -------------------- | -------- | ------------ |
| Albacore             | 830 FAA  | 821, 826 FAA |
| Baltimore            | 69       | –            |
| Beaufort             | 217      | 39           |
| Blenheim             | –        | 203 13 Greek |
| Hudson               | –        | 459 RAAF     |
| Maryland             | –        | 203          |
| Spitfire             | 2 PRU    | –            |
| Sunderland           | –        | 230          |
| Swordfish (ASV)      | –        | 815 FAA      |
| Wellesley            | –        | 47           |
| Wellington (torpedo) | 38       | –            |
| Wellington (ASV)     | 221 det. | 221          |

Dues setmanes abans dels combois, el portaavions HMS Eagle va començar a operar per lliurar 63 Spitfires a Malta, fet que va augmentar el nombre a 95 caces en servei. Les operacions aèries dels dos combois van començar el 24 de maig, quan els bombarders Vickers Wellington de l'esquadró 104 des de Malta van començar a bombardejar els aeròdroms i els ports de Sicília i el sud d'Itàlia. L'11 de juny, els Wellington van ser retirats per acollir sis torpediners Wellington del 38è Esquadró, torpediners Bristol Beaufort del 217è Esquadró i avions de reconeixement Martin Baltimore del 69è Esquadró. Els avions de Gibraltar, Malta i Egipte també van començar els vols de reconeixement l'11 de juny, a la recerca de la flota italiana. [12] Dotze Beauforts del 39 Esquadró estaven basats a Bir Amud a Egipte, prop de la frontera líbia, cinc bombarders B-24 Liberator del 160 Esquadró i uns 24 avions del Destacament Halverson de les Forces Aèries de l'Exèrcit dels Estats Units (USAAF) a RAF Fayid, també es van posar a disposició.
Els caces de curt abast amb seu a Palestina, Egipte, Cirenaica i Malta havien de proporcionar cobertura aèria i, a mesura que el comboi es mogués fora de l'abast, la protecció seria assumida pels Curtiss Kittyhawks del 250 Esquadró equipat amb dipòsits de combustible de llarg abast, Bristol Beaufighters dels esquadrons 252 i 272 i caces nocturns Beaufighter del 227. La cobertura aèria de Cirenaica no es podia solapar amb la cobertura de Malta deixant un buit, però els Wellington del Grup 205 i els bombarders lleugers de la Força Aèria del Desert atacarien els aeròdroms de l'Eix al nord d'Àfrica. El Grup 201 (Reconeixement General) proporcionaria sortides de reconeixement i antisubmarins i un petit grup de sabotatge havia d'aterrar a Creta i atacar els avions de l'Eix a terra.

#### Operació Vigorós
Vigorós es va planificar com una operació conjunta de la Royal Navy i la RAF, que es duria a terme des de la seu del Grup 201 (Reconeixement General) per l'almirall Henry Harwood i el mariscal de l'aire Arthur Tedder, amb el contraalmirall Philip Vian al comandament del comboi i les escortes (Força A). Si una força italiana més gran atacava, Vian havia de protegir el comboi amb fum i les escortes havien de rebutjar els atacants amb torpedes i tractar d'infligir baixes primerenques contra dos dels vaixells italians amb trets. L'èxit del comboi dependria que la flota italiana fos danyada per l'atac aeri i submarí abans que pogués tancar-se als vaixells, més que no pas de l'acció a la superfície perquè els cuirassats HMS Queen Elizabeth i Valiant encara estaven fora d'acció. La Força A constava de quatre creuers lleugers de 5,25 polzades de la classe Dido i un creuer antiaeri de classe C, tres creuers de la classe Town de 6 polzades i 26 destructors, quatre corbetes, dos dragamines, quatre llanxes torpedineres a motor (MTB) i dos vaixells de rescat. L'antic cuirassat HMS Centurion va ser posat en servei per fer-se passar per un cuirassat contemporani. Dues flotilles submarines havien d'enviar nou vaixells per controlar el comboi i per patrullar les zones on probablement es trobés la flota italiana.

### El comboi

#### 12 de juny

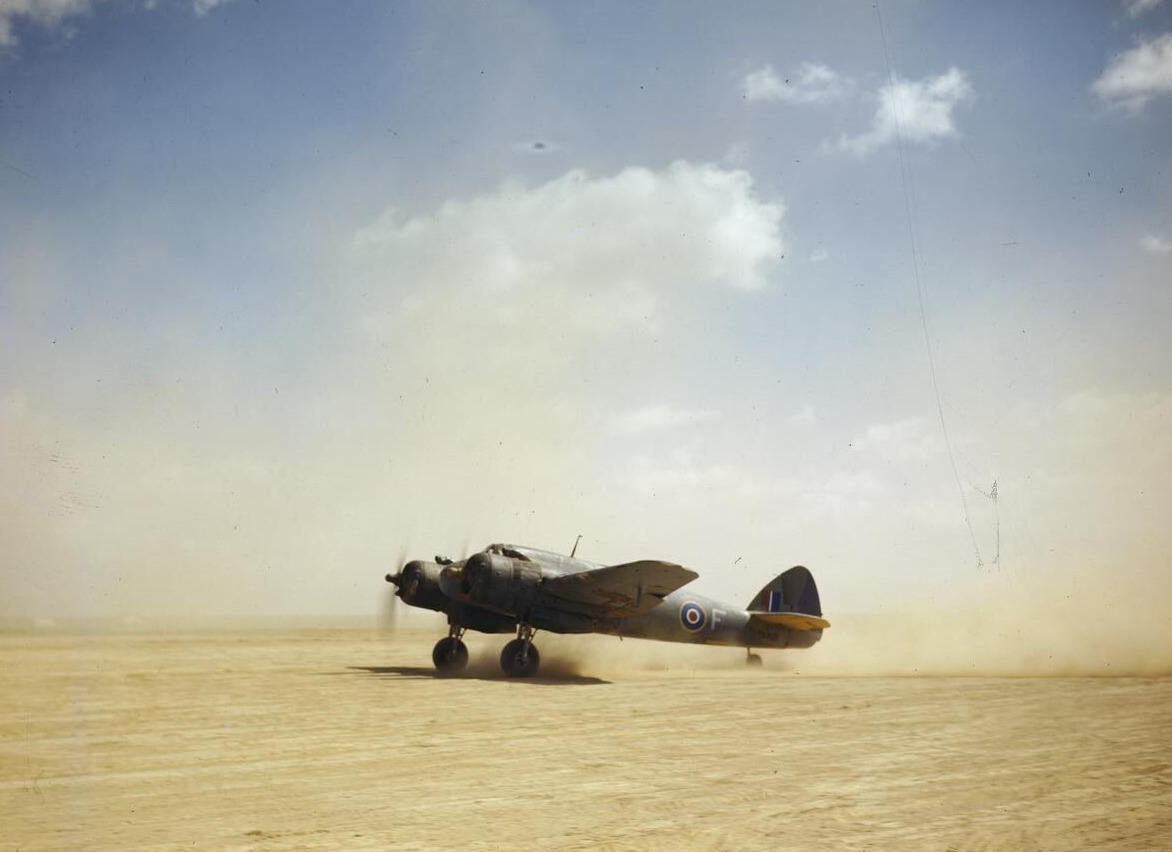
Un Bristol Beaufighter Mk 1 de l'esquadró 252 amb seu al nord d'Àfrica

El comboi MW4 va sortir de Gibraltar el 12 de juny de 1942, amb sis mercants (els britànics Troilus, Burdwan i Orari, l'holandès Tanimbar, l'estatunidenc Chant i el petrolier Kentucky) transportant 43.000 tones curtes (39.000 t) de càrrega i petroli. El comboi Arpó va ser escortat per la Força X, el creuer antiaeri HMS Cairo, nou destructors, el ràpid minador HMS Welshman i vaixells més petits. La cobertura llunyana va ser proporcionada pel cuirassat HMS Malaya, els portaavions Argus i HMS Eagle, els creuers HMS Kenya, Charybdis i Liverpool, amb diversos destructors. L'Eagle va transportar 16 Sea Hurricanes del 801 Escuadró Aeri Naval (801 NAS) i del 813 NAS i quatre Fairey Fulmar del 807 NAS. L'Argus tenia dos Fulmar més de 807 NAS i 18 Swordfish de 824 NAS.

#### 14 de juny
El comboi va ser atacat pel submarí italià Uarsciek a les 2:52 del matí, que va reclamar un cop però l'explosió va ser prematura. A l'alba, un avió italià va detectar el comboi a 50 nmi (58 milles; 93 km) al nord del cap Bougaroni, a mig camí entre Alger i Bizerta. Dos caces britànics van aconseguir enfonsar-lo abans que pogués enviar un informe d'albirament. L'Escapade va disparar contra un submarí, però va resultar que era el Westcott que tornava de repostar. El submarí italià Giada es trobava a les proximitats i a les 6.05 hores va disparar dos torpedes a l'Eagle, que va registrar una explosió submarina a les 6.14 hores La tripulació de Giadava sentir tres explosions i va reclamar un cop. Un altre avió italià va veure el comboi a les 7:45 a.m. a 90 milles nàutiques (100 milles; 170 km) al sud-oest del cap Teulada a Sardenya, prop de l'àrea operativa de l'Aeronautica della Sardegna (Aire Sardenya) que s'havia reforçat amb 175 bombarders operatius i els caces, una força més gran que la prevista pels britànics. Els primers atacs aeris els van fer els torpeders italians Savoia-Marchetti SM.79, que van enfonsar Tanimbar, al sud de Sardenya. El Liverpool va ser danyat i remolcat de tornada a Gibraltar per l'Antelope, sota atac aeri (arriba el 17 de juny). Més tard, el 14 de juny, la força de cobertura va tornar a Gibraltar, a prop de l'estret de Sicília. El ràpid minador Welshman es va separar i va viatjar a Malta sol, va lliurar munició i després va navegar de tornada l'endemà per reunir-se amb les escortes del comboi.

#### 15 de juny
A la matinada del 15 de juny, prop de Pantelleria, el comboi lleugerament defensat va ser sotmès a un atac coordinat per part dels avions de l'Eix i la 7a Divisió de Creuers italiana (Ammiraglio di divisione Alberto da Zara), Raimondo Montecuccoli, Eugenio di Savoia i el els destructors Ascari, Alfredo Oriani, Lanzerotto Malocello, Premuda i Ugolino Vivaldi. Els cinc destructors de la flota de l'escorta del comboi van fer una cortina de fum i van atacar l'esquadró italià, però el destructor de classe Tribal HMS Bedouin i el destructor de classe P Partridge va ser colpejat repetidament pels creuers italians i es va aturar. El creuer Cairo també va rebre dues andanades italianes. Els informes italians afirmaven que els destructors Vivaldi i Malocello es van tancar a menys de 6.000 iardes (3,4 milles; 5,5 km) dels mercants i van colpejar un dels vaixells de càrrega cap a les 7:15 a.m El Vivaldi va ser finalment colpejat per un tret dels destructors britànics es van incendiar però van ser agafats a remolc i salvats pel Malocello i el Premuda. Ambdues forces van trencar el compromís aproximadament a les 8.00 hores i els italians van perdre la pista del comboi.
El buc cisterna de 9.308 tones llargues (9.457 t) Kentucky, el Chant i el vaixell de càrrega Burdwan, ja inhabilitats per l'atac aeri, van ser abandonats pels seus escortes, que havien estat intentant enfonsar el Kentucky i el Burdwan amb trets i càrregues de profunditat, quan els creuers italians van tornar aviat. abans del migdia. El Burdwan i el Kentucky, ja en flames, van ser enfonsats per trets del Raimondo Montecuccoli, de l'Eugenio di Savoia i els destructors Ascari i Oriani; el Kentucky també va ser colpejat per un torpede de l'Oriani. L'Ascari va acabar amb el Burdwan, que aleshores era un casc abandonat, amb dos torpedes. El Chant ja havia estat enfonsat pel bombardeig i l'esquadró italià va trobar el seu lloc de naufragi ardent. Mentre espantava els petits vaixells d'escorta dels vaixells paralitzats i segons els informes posteriors a la batalla d'ambdós bàndols, el Raimondo Montecuccoli va colpejar el dragamines HMS Hebe a "aproximadament 26.000 iardes". Els incendis van esclatar a Hebe, que va rebre grans danys per estelles. Els cables elèctrics per escombrar mines magnètiques i acústiques, les antenes de baixa potència es van trencar, l'aparell de govern, l'equip de sondeig d'eco i les canonades de veu, la màquina de sondeig Kelvin, la cabina de l'oficial al comandament es van fer malbé i una balsa es va deixar en condicions de navegar.
El Partridge va ser recuperat i agafant el Bedouin discapacitat a remolc quan van reaparèixer els creuers italians amb dos destructors; el remolc va ser retirat, deixant el Bedouin a la deriva. A les 14:30, el Partridge va aconseguir retirar-se i córrer cap a Gibraltar, però el Bedouin ja havia estat colpejat durant la batalla per almenys dotze obusos de 152 mm (6,0 polzades) més diversos gairebé accidents i havia assumit una inclinació severa. El Bedouin va ser finalment enfonsat per un torpede aeri d'un bombarder SM.79 que el Bedouin va abatre quan s'enfonsava. Vint-i-vuit tripulants del Bedouin va morir i més de 200 van ser rescatats i fets presoners pels italians; la majoria pel petit vaixell hospital Meta. L'esquadró italià va ser atacat per error a les 2:20 pm per bombarders alemanys Ju 88, sense patir cap dany. Els vaixells de guerra italians van ser testimonis de l'enfonsament d'almenys un dels vaixells paralizats del comboi poc després, just abans de tornar a Pantelleria. Més tard, al vespre, els vaixells supervivents van topar amb un camp de mines davant de Malta. Els destructors Badsworth i Matchless i el vaixell de càrrega Orari van impactar amb mines i van resultar danyats; el destructor polonès ORP Kujawiak es va enfonsar després de la mitjanit. Dels sis mercants, l'Orari i el Troilus van arribar a Malta, el primer havent perdut una mica de càrrega en l'explosió de la mina; el Hebe també va colpejar una mina i va patir més danys, i va necessitar un mes en dic sec.

## Conseqüències

### Anàlisi
El capità Hardy va informar:
| «       | Durant l'últim dia d'Arpó es van perdre tres vaixells mercants en comboi a causa de l'acció aèria de l'enemic. D'aquests, el Chant va rebre tres cops directes, però el Burdwan i el Kentucky, crec, no van ser tocats, sinó inhabilitats per gairebé errors. Però per a la força de superfície enemiga, aquestes dues naus podrien haver estat introduïdes. | » |
| — Hardy | |   |

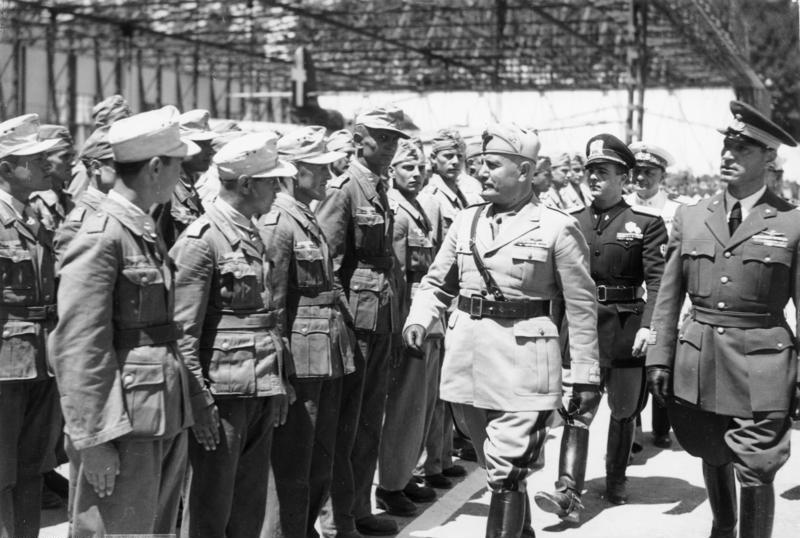
Mussolini visita una base naval i homenatja els participants a la batalla de Pantelleria, el 25 de juny de 1942. Il Duce està acompanyat per Aldo Vidussoni, el secretari del partit, mentre passa revista a un contingent alemany.

L'any 1960, Ian Playfair, l'historiador oficial britànic, va escriure que la relació de la "batalla pels subministraments" amb la guerra terrestre va arribar al seu punt culminant a la segona meitat de 1942. Lluny del Vuitè Exèrcit capturant els aeròdroms a l'oest a la protuberància cirenaica, l'exèrcit havia estat derrotat a Gazala mentre estava en marxa l'operació Juli i va perdre els terrenys de desembarcament a l'est. El desastre de Gazala havia fet que les forces militars de Malta intentessin salvar Egipte i no a l'inrevés. Vigorós havia estat una "operació decebedora" i va tornar enrere perquè els atacs aeris britànics i nord-americans a la flota de batalla italiana no havien aconseguit causar el dany esperat. La Força A no podia esperar imposar-se en una acció de superfície, una visió que Greene i Massignani van fer ressò el 2003. Els dos vaixells de l'operació Arpó que van arribar a Malta van lliurar 15.000 tones llargues (15.241 t) de subministraments que, amb una collita decent, podrien mantenir alimentada la població de Malta fins al setembre però la pèrdua del petrolier Kentucky i el consum de combustible d'aviació a Malta, va fer que els combatents tinguessin prioritat sobre la força ofensiva. Els vols de trànsit a través de Malta, excepte Beauforts, es van suspendre; només s'havien de permetre els atacs aeris de curta distància sobre objectius fàcils i s'havia de portar més combustible per als caces a Malta en submarí.
El 1962, l'historiador oficial de la marina britànica, Stephen Roskill, va dir que l'èxit de l'Eix era innegable. Malta no havia rebut subministraments i els britànics havien perdut un creuer, tres destructors i dos mercants contra l'enfonsament del Trento i els danys menors al Littorio. No es va fer cap intent de dirigir un altre comboi des d'Alexandria fins que el Vuitè Exèrcit va conquerir Líbia. Roskill va escriure que amb la retrospectiva, el curs dels esdeveniments a terra va fer que les operacions navals al Mediterrani central fossin perilloses. Durant l'operació, la retirada del Vuitè Exèrcit va perdre un dels aeròdroms utilitzats per a la cobertura aèria. Amb els avions de l'Eix basats al llarg de la ruta cap a Malta, el poder aeri va decidir el curs dels esdeveniments, tot i que el desviament dels bombarders de l'Eix contra els combois havia estat d'algun benefici per als britànics, ja que conduïen el "scuttle" cap a El Alamein. El 1941, 30 dels 31 vaixells mercants que navegaven cap a Malta havien arribat, però durant els primers set mesos de 1942, de 30 travessies, deu van ser enfonsats, deu van tornar enrere danyats, tres van ser enfonsats en arribar i set van lliurar els seus subministraments.
L'operació de l'Eix contra Arpóo va ser l'única victòria indiscutible de la mida d'un esquadró de la Regia Marina a la Segona Guerra Mundial. A la seva publicació de 1998, Greene i Massignani van escriure
| « | És evident que aquesta va ser una victòria de l'Eix i una victòria tàctica per a la Marina italiana. Part del comboi va arribar a Malta, però els britànics van patir pèrdues molt més greus que els italians.... | » |

L'any 2001, Giorgio Giorgerini va escriure que la batalla de Pantelleria no va ser un èxit estratègic perquè dos mercants van arribar a Malta però va ser un èxit tàctic satisfactori; un dels pocs casos en què els vaixells de guerra italians van lluitar amb prou agressivitat contra els seus oponents, tot i que una mica exagerat més enllà dels seus mèrits en escrits posteriors. El 2007, Malcolm Llewellyn-Jones, editor de la història del personal de la Royal Navy, va escriure que els caces de la FAA van abatre 13 avions de l'Eix i els artillers dels vaixells en van destruir altres setze, per a un total de 29 avions de l'Eix.
El 2003, Richard Woodman va escriure que el 16 de juny, Harwood va informar que,
| « | Estem superats en nombre tant en vaixells de superfície com en la Força Aèria i l'esforç molt galant de tots els interessats no pot compensar... la deficiència.. | » |

En un informe posterior, Harwood va culpar a la RAF de no proporcionar prou avions capaços de derrotar la flota de batalla italiana. L'únic èxit de Julius va ser l'arribada dels dos vaixells d'Arpó.

### Baixes
Els britànics van patir les baixes de vint-i-vuit homes morts a l'HMS Bedouin, quinze a l'HMS Liverpool, tretze a l'ORP Kujawiak, nou a l'HMS Badsworth, dos a l'HMS Cairo, un a l'HMS Partridge, tres al dragamines auxiliar Justified, vint-i-tres al Tanimbar, quatre al Chant, tres al Burdwan. Els deu supervivents del Bedouin més ferits van ser recollits per un hidroavió CANT Z.506 Airone (Heron) després que un avió de la Luftwaffe els hagués detectat i llançat una bengala. El 16 de juny, la Supermarina va enviar el vaixell hospital italià Meta que va passar dos dies rescatant supervivents i va ser atacat per error un vespre a les 19:00 per sis caces Fiat CR.42 Falco del 54è Stormo, quatre armats amb bombes; també es van rescatar tres supervivents de Chant, un total de 217 homes.

## Ordes de batalla
Clau: † enfonsat, # malmès, ## molt malmès.

### Aliats
Regne Unit
 Polònia
- Comboi WS-19z (GM4 des de Gibraltar) Totes les dades citades a O'Hara (2013) tret que s'especifiqui.[45]
  - Transports: Burdwan †, Chant †, Orari ##, Tanimbar †, Troilus
  - Petroler: Kentucky †
- Força W, que cobreix la força al vicealmirall Alban Curteis (Totes les dades citades a O'Hara (2013) tret que s'especifiqui.)[46]
  - Cuirassat: HMS Malaya
  - Portaavions: HMS Eagle (16 Sea Hurricanes i 4 Fulmars), Argus (2 Fulmars i 18 Swordfish)[47]
  - Creuers lleugers: HMS Kenya (bandera), Liverpool ##, Charybdis
  - 17a Flotilla de destructors: HMS Onslow, Icarus, Escapade
  - 13a Flotilla destructors: Antelope, Wishart, Westcott, Wrestler, Vidette
- Força X, escorta del comboi capità Cecil Hardy (Totes les dades citades a O'Hara (2013) tret que s'especifiqui.)[46]
  - Creuer lleuger (AA) HMS Cairo # (bandera)
  - 11a flotilla destructors: HMS Bedouin†, Marne, Matchless ##, Ithuriel, Partridge #
  - 12a flotilla de destructors: HMS Blankney, Badsworth ##, Middleton, ORP Kujawiak†
  - Dragamines: HMS Hebe ##, Speedy, Rye, Hythe
  - Llanxes de motor de rastreig de mines: ML-121, 134, 135, 168, 459, 462 (Totes les dades citades a O'Hara (2013) tret que s'especifiqui.)[48]
  - Minador (servei especial) HMS Welshman[46]
- Força Y, força de reposició (Totes les dades citades a O'Hara (2013) tret que s'especifiqui.)[46]
  - Buc cisterna de la flota: RFA Brown Ranger
  - Corbetes: HMS Coltsfoot, Geranium

### Regia Marina
- 7a divisió de creuers (Ammiraglio di Divisione Alberto da Zara) Totes les dades de Greene i Massignani (2002) i O'Hara (2013) tret que s'especifiqui.[49]
  - Creuer lleuger  Eugenio di Savoia  (insígnia)
  - Creuer lleuger  Raimondo Montecuccoli
- 10è Esquadró de Destructors
  - Ascari
  - Alfredo Oriani
  - Premuda
- 14è Esquadró de Destructors
  - Ugolino Vivaldi ##
  - Lanzerotto Malocello